# Forpus conspicillatus
La cotorrita de anteojos o periquito de anteojos (Forpus conspicillatus) es una especie de ave psitaciforme de la familia Psittacidae propia de Centro y Sudamérica.
Su holotipo fue descrito por Frédéric de Lafresnaye en Honda, Colombia, en el valle del Río Magdalena, en 1848.

## Características
Mide 12 cm de envergadura y pesa alrededor de 33 gramos. El plumaje es verde, el pico es de color rosáceo, las patas de color carne o gris y el anillo ocular es marrón. El macho tiene el contorno del ojo, los hombros y algunas plumas remeras de color azul cobalto, destacando la coloración en la zona peri-oftálmica, que hace parecer que el ave tiene gafas azules. En las hembras el color azul es reemplazado por color verde esmeralda. 
Los ejemplares jóvenes machos desde la primera pluma ya muestran dimorfismo sexual
Puede llegar a vivir 25 años.

## Distribución y hábitat
Su distribución es discontinua. Es una ave propia del Centroamérica y América del Sur, incluyendo específicamente el norte y el centro de Colombia, Venezuela, y el este de Panamá. Los hábitats naturales son el borde de los bosques de hoja perenne de las tierras bajas, los matorrales espinosos, los llanos, los bosques de galería y los bosques anteriores o bosques de baja densidad muy degradados, aunque a veces se adentra en las sabanas en busca de alimento, habitando en hasta una altitud de 1200 a 2600 metros, donde se mueve en grupos de algunas decenas de individuos. Tiene tres subespecies cuya distribución no se solapa, la nominal, F. c. conspicillatus, la cotorrita de anteojos del Cauca, F. c. caucae y la cotorrita de anteojos venezolana, F. c. metae.
La coloración verde y azul ayuda a los loros de anteojos a camuflarse con los árboles tropicales en sus hábitats. Aunque las mutaciones de color hasta el año actual (2021) no se han logrado en cautiverio, en estado salvaje muy pocas veces se logra ver la mutación amarilla,son raras debido al hecho de que un color más brillante compromete la capacidad de un ave para esconderse de los depredadores.

## Conservación
Según la UICN, la cotorrita de anteojos no está amenazada. Sus poblaciones tienden a aumentar, ya que prefiere hábitats abiertos y la deforestación para el desarrollo de la agricultura le favorece. Hay muchas zonas protegidas en su área de distribución. Su única amenaza es el comercio ilegal de fauna silvestre en Venezuela.
| Evaluaciones de la Lista Roja de la UICN | Evaluaciones de la Lista Roja de la UICN |
| Año                                      | Resultado                                |
| ---------------------------------------- | ---------------------------------------- |
| 2016                                     | Preocupación Menor (LC)                  |
| 2012                                     | Preocupación Menor (LC)                  |
| 2009                                     | Preocupación Menor (LC)                  |
| 2008                                     | Preocupación Menor (LC)                  |
| 2004                                     | Preocupación Menor (LC)                  |
| 2000                                     | Desconocido (LR/LC)                      |
| 1994                                     | Desconocido (LR/LC)                      |
| 1988                                     | Desconocido (LR/LC)                      |

## Comportamiento

### Alimentación
En la naturaleza, los loros de anteojos se alimentan de semillas, nueces, hojas, bayas, cactus, Tamarindus sp. y otras frutas. Ocasionalmente pueden alimentarse de pequeños insectos. También se les ha observado lamiendo o comiendo arcilla. Estas lamidas de arcilla proporcionan una buena fuente de minerales, como el calcio, además de ayudar a eliminar parásitos y toxinas.

### Sociabilidad
Los loros de anteojos son aves muy sociables y viven en pequeñas bandadas, pero se pueden ver en grandes bandadas de hasta 100 individuos en montículos de arcilla bebiendo agua de escorrentía o comiendo arcilla. Las parejas se aíslan solo durante el período reproductivo. En la noche duermen conjuntamente. 

### Reproducción
El color brillante del macho y los cantos de apareamiento específicos atraen a la hembra hacia el loro macho. Los loros de anteojos suelen reproducirse entre enero y marzo.
Los loros de anteojos anidan en cavidades de árboles o estructuras similares. A menudo, usan agujeros de árboles abandonados o nidos de montaña de arcilla creados por otras especies de aves no relacionadas, aunque también son capaces de crear nuevos nidos. La hembra incuba los huevos, proceso que dura 18 días, mientras que el macho asume el papel de custodiar el nido y alimentar a la hembra y los polluelos una vez que nacen. La hembra incuba simultáneamente de 4 a 5 huevos. Los loros de anteojos son monógamos y algunas parejas pueden incluso aparearse de por vida.
Las crías abandonan el nido después de 5 semanas. Los loros independientes aún mantienen estrechas relaciones con sus hermanos, que disminuyen al encontrar pareja, aunque sin desaparecer por completo. 

### Comunicación
Es conocido por un ser un ave ruidosa. Los loros de anteojos son capaces de diferenciar entre compañeros sociales y adaptar sus llamadas para imitar la llamada del pájaro con el que se están comunicando. Se utilizan llamadas específicas al comunicarse con otras aves. Estas llamadas a veces son descritas como "nombres".
Las llamadas pueden variar entre piar, chirriar o zumbar, dependiendo de la información que se transmita. 
En la avicultura, los loros de anteojos como mascotas pueden aprender a imitar a sus dueños. Se sabe que los machos son mejores imitadores que las hembras debido a la naturaleza instintiva de llamar para atraer a una hembra en la naturaleza.

## Avicultura
En los últimos años, los periquitos de anteojos se han convertido en mascotas cada vez más populares. Los periquitos pueden mantenerse en cautiverio como parejas reproductoras o como compañeros sociales.su reproducción en cautiverio no es fácil..debido a su carácter fuerte .
Aún no se reportan mutaciones en color..(2021).
Son aves de jaula comunes en Europa.

## Taxonomía
Se conocen tres subespecies:
- Forpus conspicillatus conspicillatus
- Forpus conspicillatus metae
- Forpus conspicillatus caucae